# Dimitar Zaprianov
Dimitar Lambrev Zaprianov (en búlgaro: Димитър Ламбрев Запрянов; 27 de enero de 1960) fue un deportista búlgaro que compitió en judo.
Participó en dos Juegos Olímpicos de Verano en los años 1980 y 1988, obteniendo una medalla de plata en Moscú 1980 en la categoría de +95 kg. Ganó una medalla en el Campeonato Mundial de Judo de 1985 y tres medallas en el Campeonato Europeo de Judo entre los años 1981 y 1988.

## Palmarés internacional
| Juegos Olímpicos   | Juegos Olímpicos     | Juegos Olímpicos  | Juegos Olímpicos |
| Año                | Lugar                | Medalla           | Categoría        |
| ------------------ | -------------------- | ----------------- | ---------------- |
| 1980               | Moscú (URSS)         | Medalla de plata  | +95 kg           |
| Campeonato Mundial |                      |                   |                  |
| Año                | Lugar                | Medalla           | Categoría        |
| 1985               | Seúl (Corea del Sur) | Medalla de bronce | +95 kg           |
| Campeonato Europeo |                      |                   |                  |
| Año                | Lugar                | Medalla           | Categoría        |
| 1981               | Debrecen (Hungría)   | Medalla de plata  | +95 kg           |
| 1983               | París (Francia)      | Medalla de plata  | +95 kg           |
| 1988               | Pamplona (España)    | Medalla de bronce | +95 kg           |